# 안디잔주
안디잔주(우즈베크어: Андижон вилояти, 러시아어: Андижон вилояти)는 우즈베키스탄의 윌라야이며, 우즈베키스탄 극동에 있는 페르가나 분지의 동부에 위치한다. 페르가나 주, 나망간 주와 접경하고 있다. 면적은 4,200 km2이며, 인구는 1,899,000 가량으로 추산된다. 인구 밀도는 km2 당 452명으로 우즈베키스탄에서 가장 인구 밀도가 높다.
안디잔 주는 14개 행정 구역으로 나뉘어 있다. 주도는 안디잔 시이다. 다른 주요한 시는 아사카(레닌스크), 소노보드, 샤릭슨(모스코비스키이), 코라수프를 포함한다.
기후는 겨울과 여름 온도가 매우 다른 전형적인 대륙성 기후이다.
천연 자원은 석유, 천연 가스, 지랍, 석회암이 있다. 우즈베키스탄의 다른 지역처럼, 매우 달콤한 멜론과 수박으로 유명하지만, 농작물의 배양은 관개한 토지에서만 이뤄질수 있다. 주된 농업은 목화, 포도, 곡류, 채소 재배, 소 사육이다.
산업은 금속 가공, 화학 산업, 광산업, 식품 가공업을 포함한다. 중앙아시아 최초의 자동차 조립 공장이 안디잔 주에 있는 아사카에 세워진 상태이며, 공장에서는 넥시아, 티코 차, 다마스 미니버스를 생산한다.